# جان فرديناند روزير
جان فرديناند روزير (بالفرنسية: Ferdinand Rozier)‏ هو شخصية أعمال فرنسي، ولد في 9 نوفمبر 1777 في نانت في فرنسا، وتوفي في 1864 في سنت جينيفيف في الولايات المتحدة.